# Psilopleura vitellina
Psilopleura vitellina är en fjärilsart som beskrevs av Max Wilhelm Karl Draudt 1931. Psilopleura vitellina ingår i släktet Psilopleura och familjen björnspinnare. Inga underarter finns listade.